# Спартак (баскетбольный клуб, Санкт-Петербург)
«Спартак» — российский мужской баскетбольный клуб из Санкт-Петербурга.

## История
11 сентября 1935 года впервые упоминается баскетбольная команда общества «Спартак». В Ленинграде в это время начался турнир приза имени Георгия Тищинского — старейшего ленинградского баскетболиста.
До войны «Спартак» два раза участвовал в чемпионатах СССР — в 1937 и 1940 гг. Победив в первых двух матчах, команда в 1/8 финала уступила «Строителю» из Тбилиси 20:22 и из розыгрыша выбыла. В 1940 году «Спартак» вновь вошел в число участников чемпионата СССР и в 9 матчах одержал 2 победы. Тренером в это время был Н. И. Кузнецов, а игроками — М. Морозов, В. Лесков, С. Мачигин, С. Серебров, М. Базаловский, А. Тащилов, Б. Степанов, А. Новожилов.
В 1940—1950-х годах ленинградский баскетбол был одним из сильнейших в стране. До 1958 года «Спартак» пребывал в тени «Буревестника», ЛЭТИ, СКИФа, участвовал в чемпионате города и всесоюзном первенстве «Спартака», а в 1958-м выиграл чемпионат Ленинграда и, заняв на турнире в Свердловске 2-е место, получил право играть в высшей лиге чемпионата СССР. В октябре 1958 года «Спартак» дебютировал в чемпионате СССР.
В 1969 году спартаковцы под руководством Владимира Кондрашина завоевали бронзовые медали чемпионата СССР, в 1970—1974 годах команда становилась серебряным призёром, а в 1975 году выиграла чемпионат страны.
В 1971 году «Спартак» вышел в финал Кубка обладателей Кубков европейских стран, а в 1973 и 1975 гг. стал победителем этого турнира. Команда ещё дважды становилась серебряным призёром чемпионата СССР — в 1976 и 1978 гг. В составе клуба играли: Александр Белов, Юрий Павлов, Леонид Иванов, Александр Большаков, Сергей Кузнецов, Андрей Макеев, Валерий Федоров, Юрий Штукин, Владимир Арзамасков, Михаил Силантьев.
Команда Кондрашина выигрывала «бронзу» чемпионата СССР в 1981, 1985—1987 годах. Цвета «Спартака» защищали Александр Харченков, Геннадий Капустин, Владимир Горин, Виктор Жарков, Андрей Тюбин, Александр Аверьянов,Сергей Гришаев, Андрей Мальцев, Геннадий Щетинин. В 1988-м Кондрашин, возглавлявший «Спартак» в течение 20 лет, покинул команду из-за конфликта. Без него команда боролось за место в Высшей лиге. Кондрашин вернулся в 1989-м.
В 1991-м «Спартак» завоевал «серебро» последнего чемпионата СССР. В той команде играл Евгений Пашутин, который через 18 лет уже возглавил команду.
В 1992-м спартаковцы выиграли чемпионат СНГ. В 1993-м «Спартак» стал вторым в чемпионате России. Кондрашин оставался на посту главного тренера до 1995-го. В 1994-м команда выступала в Высшей лиге.
Во второй половине 1990-х команду тренировали Александр Харченков, Борис Ливанов, Юрий Павлов, литовец Римантас Эндрияйтис. В 1995—1997 «Спартак» занял 7-е место в чемпионате России. В 1998-м оказался за пределами 10-ки. В 1999-м стал 10-м. В 1996-м в матче с московским «Спартаком» состоялся дебют во взрослом баскетболе Андрея Кириленко, который играл в «Спартаке» до 1998 года.
В 2002-м «Спартак» во главе с Евгением Коваленко занял 8-е место. В последующие два сезона командой руководил Вячеслав Бородин. 10-е место — в 2003-м, 12-е — в 2004-м. Сезон 2004—2005 главным тренером начал Андрей Мальцев, но бывший игрок «Спартака» оставался на посту лишь несколько месяцев. Результаты, показанные командой, не устроили руководство. На смену Мальцеву пришел Альгирдас Бразис из Литвы. В 2005-м «Спартак» стал 9-м в чемпионате России, в 2006-м — 10-м. В начале сезона 2006—2007 главным тренером уже был Олег Окулов, до этого работавший с молодежью в клубе. Чемпионат в том сезоне петербуржцы закончили на 8-м месте. В середине сезона 2007—2008 Окулова сменил олимпийский чемпион Сеула Игорс Миглиниекс из Латвии — 11-е место.

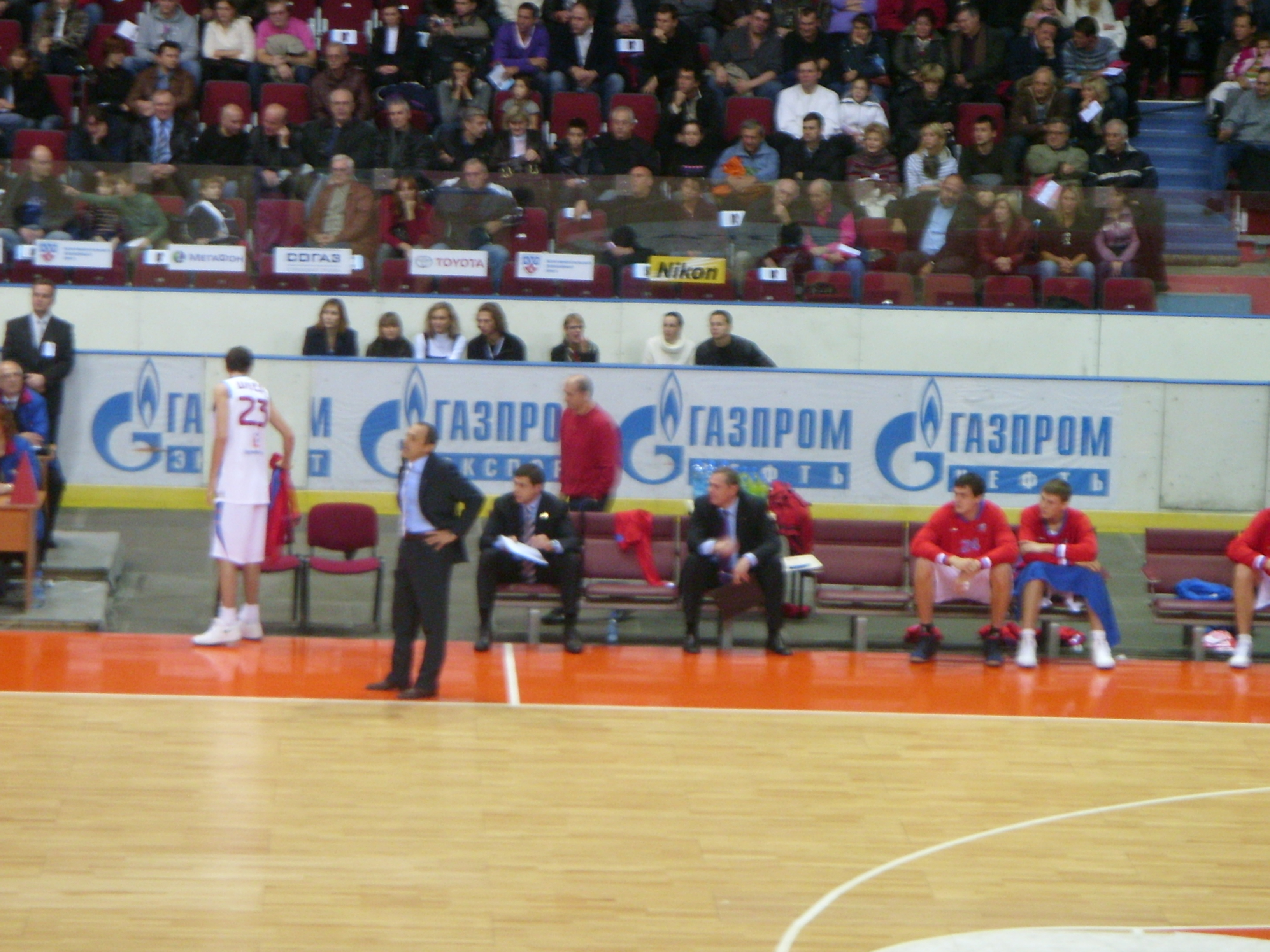
матч баскетбольной Суперлиги в Юбилейный, Санкт-Петербург. Спартак СПб и ПБК ЦСКА Москва. 2008 год

В 2008 году в «Спартак» вернулся теперь уже тренером Евгений Пашутин. В свой первый год он добился с командой четвёртого места в чемпионате России. Команда с капитаном Антоном Юдиным, вернувшимся в город через полтора десятка лет Захаром Пашутиным, лучшим игроком Белоруссии Егором Мещеряковым вышла в полуфинал чемпионата страны, добившись самого высокого результата клуба за 17 лет. По окончании сезона Евгений Пашутин возглавил московский ЦСКА, и в «Спартаке» на должность главного тренера был назначен сербский специалист Александра Трифуновича, который подал в отставку в ноябре 2009 года после четырёх поражений команды в чемпионате России.

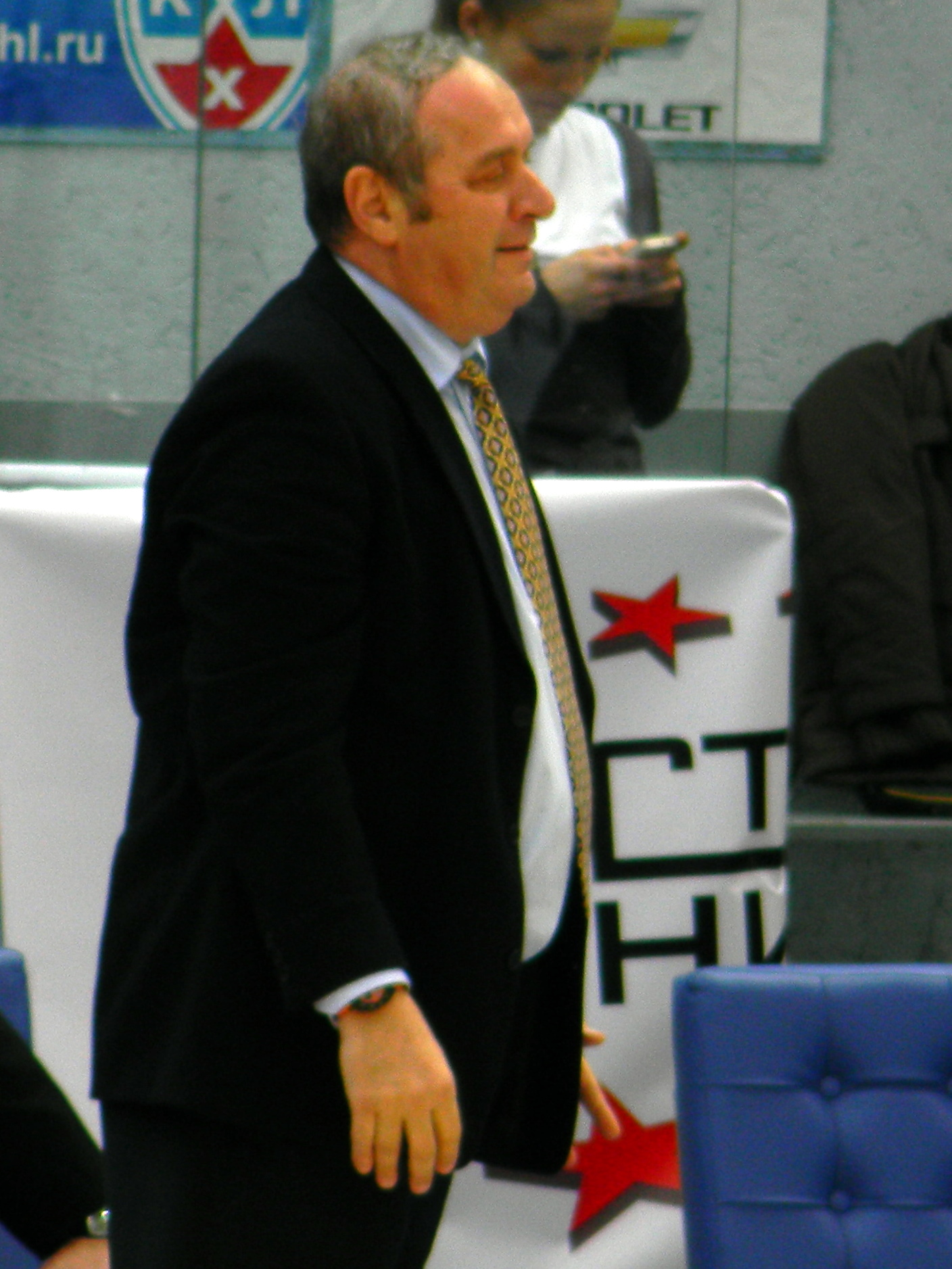
Цви (Цви́ка) Шерф. тренер «Спартака» в 2009 и 2011 гг.

С 17 ноября 2009 года тренером «Спартака» являлся израильтянин Цви Шерф. Сезон 2009/10 для клуба был неровным. Команда провалилась в начале первенства, однако уверенно поднялась во второй половине.

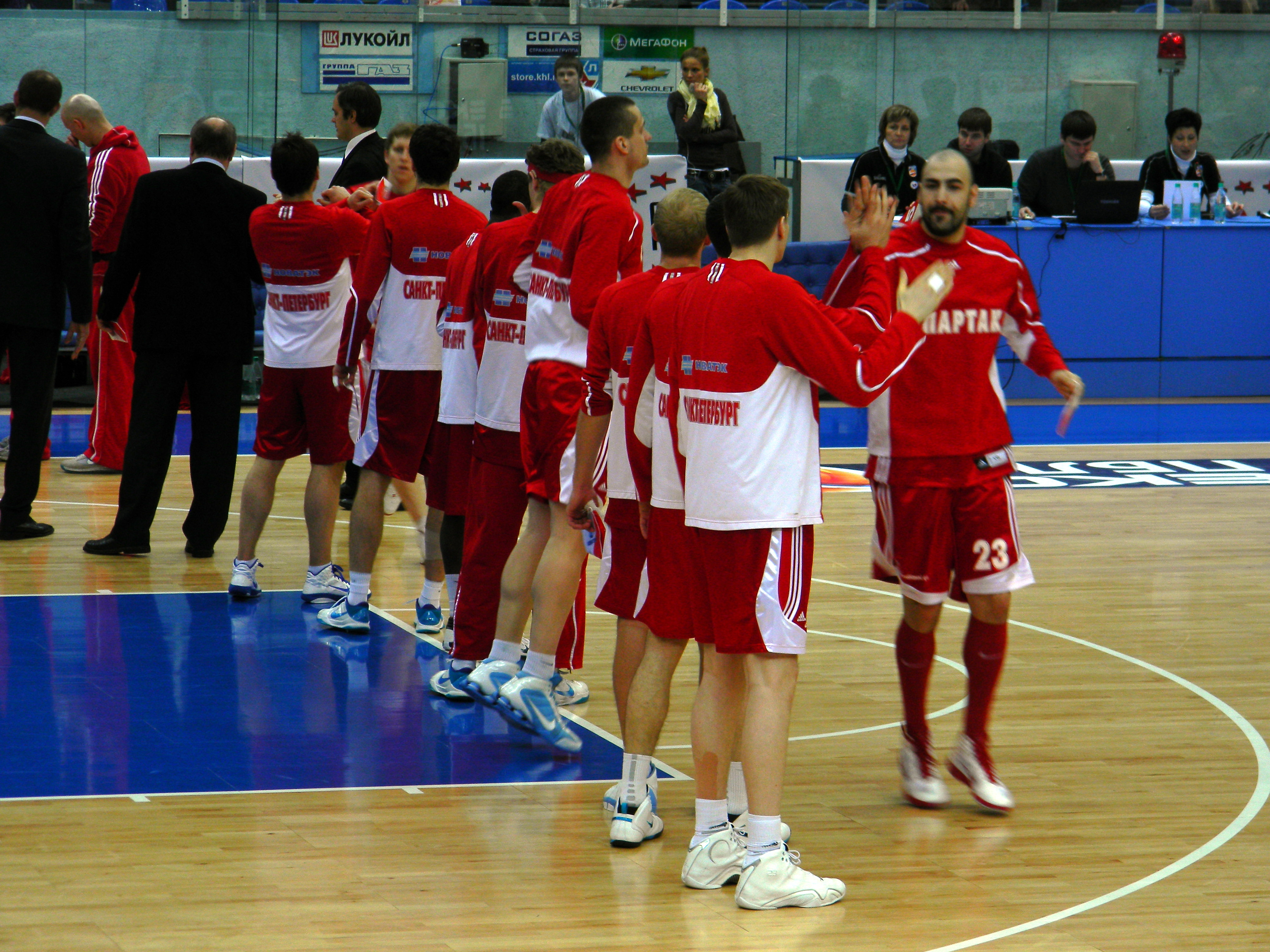
Игроки «Спартака» перед матчем

В межсезонье клуб, имевший стабильное финансирование, совершил несколько громких приобретений. «Спартак» с самого старта закрепился в лидирующей группе, оставаясь в ней до самого конца чемпионата. Но нестабильность результатов сыграла решающую роль в концовке. За тур до окончания чемпионата «Спартак» потерпел поражение от «Нижнего Новгорода» и финишировал на пятом месте, лишившись преимущества домашнего матча в первом раунде плей-офф. В играх на вылет первым соперником «Спартака» стали подмосковные «Химки», в решающий момент химчане одержали победу. «Спартак» занял по итогам сезона 7 место. Наиболее ярко себя проявили американские защитники Генри Домеркант и Патрик Беверли. Не смог в полной мере проявить себя Антон Понкрашов, лишённый функций разыгрывающего. Не отличаясь стабильностью, существенную помощь в отдельных матчах оказывали нападающие команды: Петар Попович, Перо Антич, Миха Зупан и Никола Драгович. В том же сезоне «Спартак» завоевал свой первый трофей в XXI веке — Кубок России, в финале переиграв «Нижний Новгород» со счётом 80:53.
В связи с неудачным сезоном по его окончании главный тренер команды Цви Шерф был уволен. На его место был приглашён словенец Юре Здовц. В межсезонье команду покинули Евгений Колесников, Антон Понкрашов и Генри Домеркант, Петар Попович, Владимир Дячок, Перо Антич, Александр Корчагин, Александр Башминов. Новичком клуба стал Валерий Лиходей, в сезоне 2010/11 ярко проявивший себя в «Триумфе». Также в команду пришли Анатолий Каширов, Виктор Кейру, Лукас Маврокефалидис Павел Сергеев , Владимир Драгичевич и Йотам Гальперин, Василий Заворуев. Уже в ходе сезона в к команде присоединился Янис Стрелниекс.
Накануне сезона 2010—2011 состав команды значительно изменился. Закончил карьеру Антон Юдин, отдавший «Спартаку» 4 года, приостановил карьеру Егор Мещеряков, перешел в УНИКС Захар Пашутин, в Сиену переехал Милован Ракович. Вернулся в команду спустя 4 года Антон Понкрашов. Также представителями национальной сборной являлись Алексей Зозулин и Евгений Колесников. В марте 2011 года «Спартак» в Финале четырёх Кубка России в Красноярске одержал победы над «Локомотивом-Кубанью» в полуфинале и над «Нижним Новгородом» в финале и впервые в своей истории стал обладателем Кубка России. В сезоне 2010—2011 «Спартак» также вышел в Финал четырёх Европейского Кубка Вызова, занял 5-е место в регулярном чемпионате России и, уступив в драматичном третьем матче четвертьфинала «Химкам», занял 7-е место по итогам чемпионата.
В сезоне 2011—2012 под руководством словенского специалиста Юре Здовца команда заняла 6 место в чемпионате России, дошла до четвертьфинала чемпионата Единой Лиги ВТБ, завоевала «бронзу» Кубка России и стала участником Финала четырёх Кубка Европы. Здовц был признан тренером года по итогам турнира, а игрок команды Патрик Беверли — MVP Кубка Европы.
В сезоне 2012—2013 «Спартак» впервые за 20 лет выиграл медаль первенства страны — «бронзу», дошел до финала Кубка России, где уступил клубу из Самары, в чемпионате Единой Лиги ВТБ уступил в 1/8 финала «Нижнему Новгороду» и на стадии четвертьфинала выбыл из Кубка Европы.
11 сентября 2013 года на Крестовском острове был открыт спортивный комплекс «Сибур Арена», который стал домашней ареной «Спартака».
31 июля 2014 года клуб объявил о прекращении своего существования
В августе 2014 года Федерация баскетбола Петербурга подала документы на регистрацию нового юридического лица для баскетбольного клуба «Спартак». Команду, которую составили выпускники спорт-школ Петербурга, возглавил бывший игрок «Спартака» Сергей Гришаев. В 2014 года «Спартак» участвовал в любительской Глобальной лиге. В сезоне 2015/2016 успешно выступил в Суперлиге-2 (2 место — регулярный сезон), а в финале плей-офф победил саранский клуб «Рускон-Мордовия» и завоевал золотые медали и путевку в Суперлигу-1. В кубке России «Спартак» дошел до 1/8 финала.
Перед сезоном 2016/17 в связи с долгами клуба РФБ по рекомендации ФИБА ввела запрет для Санкт-Петербурга на название «Спартак». Клуб получил название БК «КБ» — «Баскетбольный клуб имени Кондрашина и Белова». 6 февраля 2017 года, в медиа-центре правительства Санкт-Петербурга прошла пресс-конференция, на которой руководство петербургского клуба объявило о возвращении команде исторического названия — мужской баскетбольный клуб «Спартак».
В конце 2019 года «Спартак» столкнулся с финансовыми трудностями. Клуб принял решение урезать бюджет в три раза. Команду покинул тренерский штаб во главе с Захаром Пашутиным и ряд основных баскетболистов. Доигрывать сезон красно-белые решили молодежным составом.
В связи с пандемией коронавируса в России клуб решил пропустить сезон 2020/2021. В 2020 году руководством клуба в городе Луга была зарегистрирована организация АНО «БК „Спартак“ Ленинградской области». Однако, как сообщил президент «Спартака» Андрей Фетисов, пока, губернатор региона не принял решения о выделении средств команде.
В мае и июне 2021 года появилась информация, что клуб не смог найти финансирование на новый сезон. В августе арбитражный суд Санкт-Петербурга зарегистрировал иск о банкротстве команды.

## Сезоны
| Сезон   | Лига                       | Место              | Рег. Чемп.         | Плей-офф                              | Еврокубки                                                           |
| ------- | -------------------------- | ------------------ | ------------------ | ------------------------------------- | ------------------------------------------------------------------- |
| 1969    | Чемпионат СССР             | 3                  | —                  | —                                     |                                                                     |
| 1970    | Чемпионат СССР             | 2                  | —                  | —                                     |                                                                     |
| 1971    | Чемпионат СССР             | 2                  | —                  |                                       | финал Кубка обладателей Кубков европейских стран                    |
| 1972    | Чемпионат СССР             | 2                  | —                  | —                                     |                                                                     |
| 1973    | Чемпионат СССР             | 2                  | —                  |                                       | обладатель Кубка обладателей Кубков                                 |
| 1974    | Чемпионат СССР             | 2                  | —                  | —                                     |                                                                     |
| 1975    | Чемпионат СССР             | 1                  | —                  |                                       | обладатель Кубка обладателей Кубков                                 |
| 1976    | Чемпионат СССР             | 2                  | —                  | —                                     |                                                                     |
| 1978    | Чемпионат СССР             | 2                  | —                  |                                       |                                                                     |
| 1981    | Чемпионат СССР             | 3                  | —                  |                                       |                                                                     |
| 1981    | Чемпионат СССР             | 3                  | —                  |                                       |                                                                     |
| 1985    | Чемпионат СССР             | 3                  | —                  |                                       |                                                                     |
| 1986    | Чемпионат СССР             | 3                  | —                  |                                       |                                                                     |
| 1987    | Чемпионат СССР             | 3                  | —                  |                                       |                                                                     |
| 1991    | Чемпионат СССР             | 2                  | —                  |                                       |                                                                     |
| 1992    | Чемпионат СНГ              | 1                  | —                  |                                       |                                                                     |
| 1993    | Чемпионат России           | 2                  | —                  |                                       |                                                                     |
| 1995    | Чемпионат России           | 7                  | —                  |                                       |                                                                     |
| 1996    | Чемпионат России           | 7                  | —                  |                                       |                                                                     |
| 1997    | Чемпионат России           | 7                  | —                  |                                       |                                                                     |
| 1998    | Чемпионат России           | 10                 | —                  |                                       |                                                                     |
| 1999    | Чемпионат России           | 10                 | —                  |                                       |                                                                     |
| 2000    | Чемпионат России           | 5                  | —                  |                                       |                                                                     |
| 2001    | Чемпионат России           | 9                  | —                  |                                       |                                                                     |
| 2002    | Чемпионат России           | 8                  | —                  |                                       |                                                                     |
| 2003    | Чемпионат России           | 10                 | —                  |                                       |                                                                     |
| 2004    | Чемпионат России           | 12                 | —                  |                                       |                                                                     |
| 2005    | Чемпионат России           | 9                  | —                  |                                       |                                                                     |
| 2006    | Чемпионат России           | 10                 | —                  |                                       |                                                                     |
| 2007    | Чемпионат России           | 8                  | —                  |                                       |                                                                     |
| 2008    | Чемпионат России           | 11                 | —                  |                                       |                                                                     |
| 2009    | Чемпионат России           | 4                  | —                  |                                       |                                                                     |
| 2010    | ПБЛ                        | 6                  | —                  |                                       |                                                                     |
| 2010/11 | ПБЛ                        | 5                  | 7                  |                                       | Финала четырёх Кубка Европы Финал четырёх Европейского Кубка Вызова |
| 2011/12 | ПБЛ                        | 6                  | 7                  |                                       | четвертьфинала чемпионата Единой Лиги ВТБ                           |
| 2012/13 | ПБЛ                        | 3                  | 3                  | Не проводился                         | Четвертьфинал Еврокубка                                             |
| 2013/14 | Единая лига ВТБ            | 8                  | 6                  | 1/8 финала чемпионата Единой Лиги ВТБ | Групповой этап Кубок Европы                                         |
| 2014/15 | Клуб расформирован         | Клуб расформирован | Клуб расформирован | Клуб расформирован                    |                                                                     |
| 2015/16 | Суперлига. Второй дивизион | 3                  | 2                  | Чемпион                               |                                                                     |
| 2016/17 | Суперлига. Второй дивизион | 3                  | 5                  |                                       |                                                                     |
| 2017/18 | Суперлига. Первый дивизион | —                  | 12                 |                                       |                                                                     |
| 2018/19 | Суперлига. Первый дивизион | 2                  | 4                  | Финалист                              |                                                                     |
| 2019/20 | Суперлига. Первый дивизион | —                  | 15                 | —                                     |                                                                     |

## Главные тренеры
- Кузнецов, Н. И.
- Кондрашин, Владимир Петрович — 1967—1995
- Харченков, Александр Сергеевич — 1995—1997[31]
- Ливанов, Борис Георгиевич — 1997—1998[32]
- Туманов, Дмитрий Павлович — 1998[33]
- Павлов, Юрий Викторович — 1998[34]—1999
- Эндрияйтис, Римантас — октябрь 1999 — май 2000[35]
- Селихов, Юрий Геннадьевич — 2000[35]
- Туманов, Дмитрий Павлович — 2000—2001[33][36]
- Харченков, Александр Сергеевич — 5[37] — 20 сентября 2001[38]
- Коваленко, Евгений Константинович — 2001—2003
- Мальцев, Андрей Николаевич — 2004—2006
- Окулов, Олег Германович — 2006—2007
- Миглиниекс, Игорс Янович — 2008
- Пашутин, Евгений Юрьевич — 2008—2009
- Шерф, Цви — 2009—2011
- Здовц, Юрий — 2011—2013
- Ветра, Гундарс Юрьевич — 2013—2014
- Гришаев, Сергей Эдуардович — август 2014—2015
- Пашутин, Захар Юрьевич — 2015—2016
- Васильев, Алексей Юрьевич — август 2016 — февраль 2018
- Пашутин, Захар Юрьевич — 2018—2019
- Васильев, Алексей Юрьевич — 2019—2020

## Достижения

### Национальные турниры
Чемпионат СССР
- Чемпион: 1974/1975
- Серебряный призёр (8): 1969/1970, 1970/1971, 1971/1972, 1972/1973, 1973/1974, 1975/1976, 1977/1978, 1990/1991
- Бронзовый призёр (5): 1968/1969, 1980/1981, 1984/1985, 1985/1986, 1986/1987

Чемпионат СНГ
- Чемпион: 1991/1992

Чемпионат России
- Серебряный призёр: 1992/1993
- Бронзовый призёр: 2012/2013

Суперлига-1 дивизион
- Серебряный призёр: 2018/2019

Суперлига-2 дивизион
- Чемпион: 2015/2016

Кубок СССР
- Обладатель: 1977/1978

Кубок России
- Обладатель: 2010/2011
- Серебряный призёр (2): 2000, 2012/2013
- Бронзовый призёр: 2009/2010

### Европейские турниры
Кубок обладателей кубков
- Обладатель (2): 1972/1973, 1974/1975
- Серебряный призёр: 1970/1971

## Арена

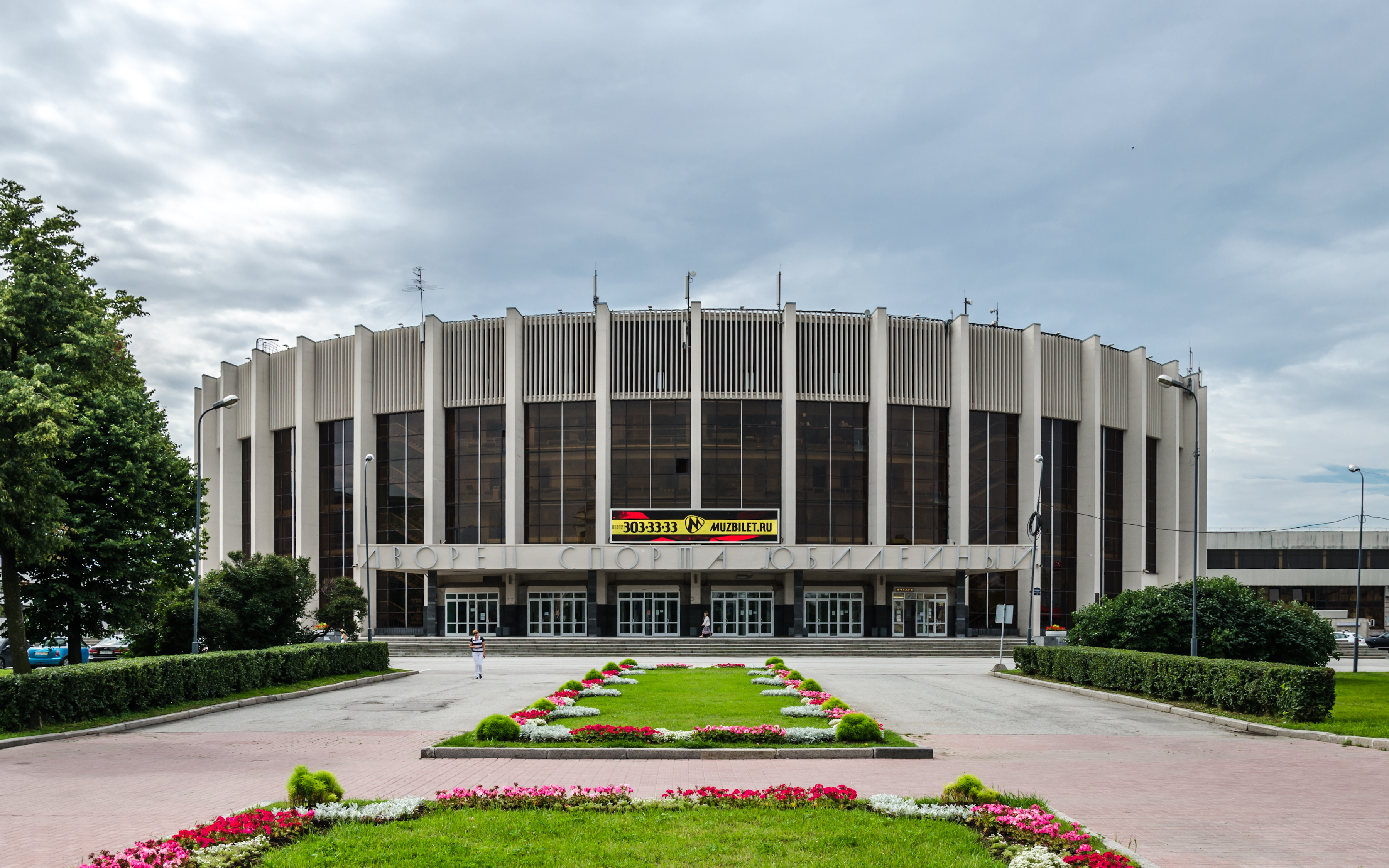
СК «Юбилейный»

- Спортивный комплекс «Юбилейный» до 2013 года.
- Сибур Арена до 2017 года.
- СДЮШОР Василеостровского района, 2017 год.
- Нова Арена, с 2017 года.